# كلاسيكا دا أرابيدا 2017
كلاسيكا دا أرابيدا 2017 (بالفرنسية: Classica da Arrábida 2017)‏ هو سباق دراجات هوائية، وهو الموسم رقم 1 من نفس السباق، وأقيم في 5 مارس 2017، وامتدّ لمسافة 186.6 كيلومتر، وهو أحد سباقات طواف أوروبا للدراجات 2017، وقد شارك في السباق 142 متسابقاً ووصل إلى نهايته 94 متسابقاً.
فاز فيه بالمركز الأول أمارو أنتونز، وبالمركز الثاني سيرجيو باولينيو، وبالمركز الثالث أندريس فانغستاد.

## الفرق
| فرق قارية (12)- W52–FC Porto ‏ - Sabgal–Anicolor ‏ - Team Sparebanken Sør ‏ - Louletano Desportos Clube (cycling) ‏ - Hagens Berman Jayco ‏ - AP Hotels & Resorts–Tavira–SC Farense ‏ - موسم برجس بي إتش 2017 ‏ - Equipo Bolivia ‏ - Lokosphinx ‏ - Credibom–LA Alumínios–Marcos Car ‏ - Rádio Popular–Paredes–Boavista ‏ - رالي |  |
| |  |

## التصنيف العام النهائي
| التصنيف العام | التصنيف العام           | التصنيف العام   | التصنيف العام                  | التصنيف العام |        |
| الدراج        | الدراج                  | البلد           | الفريق                         | الوقت         | السرعة |
| ------------- | ----------------------- | --------------- | ------------------------------ | ------------- | ------ |
| 1.            | أمارو أنتونز            | البرتغال        | W52-FC Porto                   | 4 س 36 د 34 ث |        |
| 2.            | سيرجيو باولينيو         | البرتغال        | Efapel                         | + 2 ث         |        |
| 3.            | أندريس فانغستاد         | النرويج         | Sparebanken Sør                | + 2 ث         |        |
| 4.            | فيسينت غارسيا دي ماتيوس | إسبانيا         | Louletano-Hospital de Loulé    | + 17 ث        |        |
| 5.            | إدوارد دنبر             | جمهورية أيرلندا | Axeon-Hagens Berman            | + 21 ث        |        |
| 6.            | Manuel Sola ‏            | إسبانيا         | Caja Rural-Seguros RGA amateur | + 26 ث        |        |
| 7.            | جوني برانداو            | البرتغال        | Sporting-Tavira                | + 31 ث        |        |
| 8.            | فريدريكو فيغيريدو       | البرتغال        | Sporting-Tavira                | + 36 ث        |        |
| 9.            | Igor Merino ‏            | إسبانيا         | Burgos BH                      | + 38 ث        |        |
| 10.           | ماريو غونزاليس (دراج)   | إسبانيا         | Sporting-Tavira                | + 41 ث        |        |

## وصلات خارجية
- كلاسيكا دا أرابيدا 2017 على موقع إحصائيات الدراجات الإحترافية (الإنجليزية)